# Isoniscus scaberrimus
Isoniscus scaberrimus är en kackerlacksart som beskrevs av Karlis Princis 1963. Isoniscus scaberrimus ingår i släktet Isoniscus och familjen jättekackerlackor.
Artens utbredningsområde är Guinea. Inga underarter finns listade i Catalogue of Life.